# Brownhills
Brownhills est une ville du comté du Midlands de l'Ouest en Angleterre. Proche de Cannock Chase et à proximité du lac artificiel de Chasewater (en), la ville est à 9,7 km au nord-est de Walsall et la même distance au sud-ouest de Lichfield.